# Dani Nieto
Pour les articles homonymes, voir Nieto.
Daniel Nieto Vela, plus connu comme Dani Nieto, né à Calvià (Majorque, Espagne) le 4 mai 1991, est un footballeur espagnol qui joue au poste d'ailier.

## Biographie
Dani Nieto joue avec l'équipe réserve de l'Espanyol lors de la saison 2010-2011. Il est ensuite prêté au Girona FC.
En 2012, il est recruté par l'AD Alcorcón. En 2013, il rejoint le FC Barcelone B.
En juin 2014, il signe un contrat avec le néo-promu en première division, le SD Eibar.